# アル・ジャバルティー

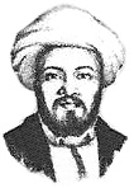
アル・ジャバルティー

アル・ジャバルティー（Al - Jabarti、1754年 - 1825年）は、エジプトの歴史家。本名は、アブドゥルラフマーン・ブン・ハサン・アル＝ジャバルティー。

## 生涯の概要
ジャバルティーはオスマン帝国の支配下にあったエジプト州の州都カイロにおいて、有力なウラマーの家柄に生まれた。ジャバルティー家は名前の通りジャバルト地方（現在のソマリア北西部からエチオピアにかけての地域）に起源を持ち、ジャバルティーの6代前にあたる人物がカイロに移住し、その後もアズハル学院のジャバルト地方出身者寮において代々シャイフを務めていた。
ジャバルティーの父ハサンもハナフィー学派の法学者で、エジプト州総督やマムルークとも深い交友を持つカイロの名士であり、商売も手がけていた。学問的にもイスラーム諸学の他に数学・天文学・暦法・書道・度量衡を修め、好奇心に満ちた当代きっての学者であったという。ジャバルティーが20歳の時ハサンは亡くなるが、父の知識や人脈、遺産を引き継いだことが後の歴史叙述に生かされることになる。
1798年、ナポレオン・ボナパルトのエジプト遠征の際には彼は40代の初めであり、アブヤールに隠退していたのを特に招かれ、他の名士とともにディーワーン（参政府、諮問委員会）の一員となり、重要な役割を果たした。1805年、ムハンマド・アリーのエジプト総督就任をアズハル学院の長老たちが願い出た際には、ムハンマド・アリーの残忍性を憎むジャバルティーは、その請願書への署名を拒否している。

## 著作と業績
彼の歴史書である『伝記と歴史における事績の驚くべきこと』（アジャーイブ）は、1688年から1821年までの期間を扱った年代記である。19世紀初めまでのエジプト近代を扱った部分では、ムハンマド・アリーやナポレオンについての事実を忠実に記録し、彼らの行為をイスラームの伝統・価値観に照らして批判した。
そのため、エジプト総督に迫害され、1822年6月には彼がムハンマド・アリーの手先に暗殺されたという噂まで流れ、長らく刊行されることはなかった。その一部が発表されたのは1878年、アレクサンドリアの新聞紙上であった。
ジャバルティーの歴史書としては他にも『フランス王朝の撤退における神意の顕現』があり、この書も長く禁書とされ日の目を見たのはナセル政権下の1958‐59年であった。『ボナパルトのエジプト侵略』（1989年、ごとう書房）という題で一部が邦訳されている。
ジャバルティーは、マムルーク朝の歴史家イブン・イヤース以来とだえたとされていた、編年体形式によるイスラーム年代記の伝統を復興した。彼は自己主張を歴史にこめたわけではなく、伝統文化を護持しようとしたために、かえって改革や失政に対する冷静な批判精神を保つことができたと思われる。そのことをイギリスの文明史家アーノルド・J・トインビーは高く評価し、ジャバルティーを「指導的歴史家」候補の一人として挙げている。また、イギリスの東洋学者であるエドワード・ウィリアム・レインはその著書『エジプトの生活　The Manners and Custums of the Modern Egyptians』で「1688年以来の優れたエジプト史を書き、筆者が初めてカイロを訪れた直後に逝去した」と書き残している。